# Joop van Tijn
Joop van Tijn (Batavia, 12 september 1938 – Amsterdam, 2 september 1997) was een Nederlands journalist. Van 1991 tot kort voor zijn dood in 1997 was hij hoofdredacteur van het opinieweekblad Vrij Nederland.

## Leven en werk
Van Tijn bracht een deel van zijn jeugd door in een Japans interneringskamp. Begin jaren vijftig kwam het gezin waarvan hij deel uitmaakte naar Nederland. Hij doorliep het Amsterdams Lyceum waarna hij acteur wilde worden, maar werd afgewezen voor de Amsterdamse Toneelschool. Daarna studeerde hij enige tijd geschiedenis. Spoedig trad Van Tijn in dienst van het weekblad Haagse Post, waar hij door hoofdredactrice Sylvia Brandts Buys persoonlijk werd binnengehaald. Daarvoor had Van Tijn al naam gemaakt als redacteur van het studentenblad Propria Cures (1959-1961). Bij de Haagse Post viel de jonge journalist op door gedurfde politieke commentaren en een interview met de Indonesische president Soekarno.
Later maakte Van Tijn de overstap naar Vrij Nederland, waar hij redacteur werd en vanaf 1991 hoofdredacteur. Van Tijn interviewde negen opeenvolgende Nederlandse premiers, van Jan de Quay tot en met Ruud Lubbers. Tevens werkte hij mee aan radio- en televisieprogramma's van de NOS, VARA en VPRO, zoals het radioprogramma Rust Zacht in 1985, met dubbelinterviews van broers en zussen, en Welingelichte Kringen. Op 24 januari 1974 was Van Tijn de eerste die op de Nederlandse televisie bewust het woord 'neuken' in de mond nam. Dat gebeurde in een aflevering van het VARA-programma Open en Bloot.
In augustus 1997 werd duidelijk dat Van Tijn leed aan een onbehandelbare kwaadaardige slokdarmtumor. Hij legde daarop het hoofdredacteurschap van Vrij Nederland per direct neer. Drie weken later overleed hij, tien dagen voor zijn 59ste verjaardag.
In april 2015 is zijn persoonlijk archief ondergebracht in het Persmuseum.

## Prijs
In 1983 werd Van Tijn samen met collega-journalist Max van Weezel onderscheiden met de Anne Vondelingprijs voor politieke journalistiek.

## Publicaties (selectie)
- 1967 - Dromen van de revolutie: een verzwegen hoofdstuk uit de sociale beweging verteld aan Joop van Tijn, door Dirk Schilp, Wereldbibliotheek, Amsterdam
- 1970 - Mr. Harm van Riel in gesprek met Joop van Tijn, Arbeiderspers, Amsterdam
- 1972 - Israël in feiten en cijfers, 1972, Arbeiderspers, Amsterdam
- 1986 - Inzake het kabinet Lubbers, Sijthoff, Amsterdam
- 1989 - Klaas Gubbels, Gemeentemuseum, Den Haag
- 2001 - Meester op het floret (een selectie uit het journalistieke werk van Joop van Tijn)